# De zomer hou je ook niet tegen
 De zomer hou je ook niet tegen is het boekenweekgeschenk van 2015, geschreven door Dimitri Verhulst. Het kwam uit op 7 maart 2015, op de eerste dag van de Boekenweek, die in 2015 het thema Waanzin had met als motto Te gek voor woorden. De auteur doet een poging het thema te incorporeren in een ogenschijnlijk bizarre trip.

## Samenvatting
De hoofdpersonen zijn
- Pierre Vantoren, circa 64 jaar, vrijgezel. Hij heeft een leven achter zich met vele vrouwen. Op 26-jarige leeftijd werd  hij tegen zijn zin vader van een dochter. Op zijn 45e ondervond hij de liefde van zijn leven. Hij ziet zichzelf als een man met vele sleutelbossen.
- Sonny. Bij het begin van het verhaal heeft Sonny nog één dag te gaan voor zijn 16e verjaardag. Bij zijn geboorte hadden de medisch specialisten hem 15 jaar toebedacht als kwijlende en hulpeloze imbeciel, een potplant, minder dan een aap. Hij is het eerste en enige kind van de grote liefde van Pierre met een anonieme vader. Zijn moeder is al enige jaren dood.

Pierre Vantoren gaat zijn leven gebukt onder het besef dat mannen zonen zijn en vrouwen moeders. Hij besluit daarom de 15-jarige Sonny, een stomme kwijlende wees in een hightech rolstoel, mee te nemen voor een trip naar de Provence. Hij wil hem de plaatsen laten zien rond Avignon, waar hij samen met zijn moeder een aantal jaren heeft doorgebracht. Hij neemt hem daartoe mee uit het verpleeghuis en rijdt de virtuele Schengen-grens over naar het zuiden. 
Pierre is nog steeds ondersteboven van Sonny's moeder. Destijds een heel knappe jonge actrice van 33 die hem toen najoeg onder het motto:
De zomer hou je ook niet tegen.
In een monoloog praat Pierre de tijd vol tot Sonny zijn 16e verjaardag. Hij verzorgt hem zonder medicijnen en luiers met drinkyoghurt en wijn. Gezeten op een   heuvel, nabij Lioux vertelt hij hem zijn eigen levensverhaal. Hij vertelt als 64-jarige man hoe zijn allesbeheersende liefde voor Sonny's moeder is ontstaan en ook weer is geëindigd. Ze woonden in een huurhuis, terwijl ze 4x per week champagne dronken en leeftijdgenoten tuinfeesten gaven omdat hun eigen huis was afbetaald. Hij vluchtte destijds wel weg voor de kinderwens van die mooie jonge vrouw van 36. Nadat hij zijn verhaal aan de niets begrijpende Sonny heeft verteld, beseft Pierre dat hij snel terug moet naar het verpleeghuis.